# Edvaldo Oliveira Chaves
Edvaldo Oliveira Chaves (n. 4 august 1958, Nilópolis, Rio de Janeiro, Brazilia) este un fost fotbalist brazilian.
În cariera sa, Pita a evoluat la Santos FC, São Paulo FC și RC Strasbourg Alsace. Între 1980 și 1987, Pita a jucat 7 meciuri pentru echipa națională a Braziliei.

## Statistici
| Brazilia | Brazilia | Brazilia |
| An       | Meciuri  | Goluri   |
| -------- | -------- | -------- |
| 1980     | 2        | 0        |
| 1981     | 1        | 0        |
| 1982     | 0        | 0        |
| 1983     | 2        | 0        |
| 1984     | 0        | 0        |
| 1985     | 0        | 0        |
| 1986     | 0        | 0        |
| 1987     | 2        | 0        |
| Total    | 7        | 0        |